# 赫希斯滕巴赫
赫希斯滕巴赫是德国莱茵兰-普法尔茨州的一个市镇。总面积5.67平方公里，总人口670人，其中男性340人，女性330人（2011年12月31日），人口密度118人/平方公里。